# Waisea Nacuqu
Waisea Nacuqu (24 mei 1993) is een Fijisch rugbyspeler.

## Carrière
Nacuqu won met de ploeg van Fiji tijdens de Olympische Zomerspelen van Tokio de gouden medaille. Nacuqu scoorde twee tries, 3 conversies en één penalty.

## Erelijst

### Met Fiji
- Olympische Zomerspelen:  2021